# Владивостокские восстания
Владивостокские восстания — три вооружённых восстания в 1905, 1906, 1907 годах во Владивостоке во время Первой русской революции, в которых главным образом участвовали матросы, солдаты и рабочие. Завершились победой правительственных войск.

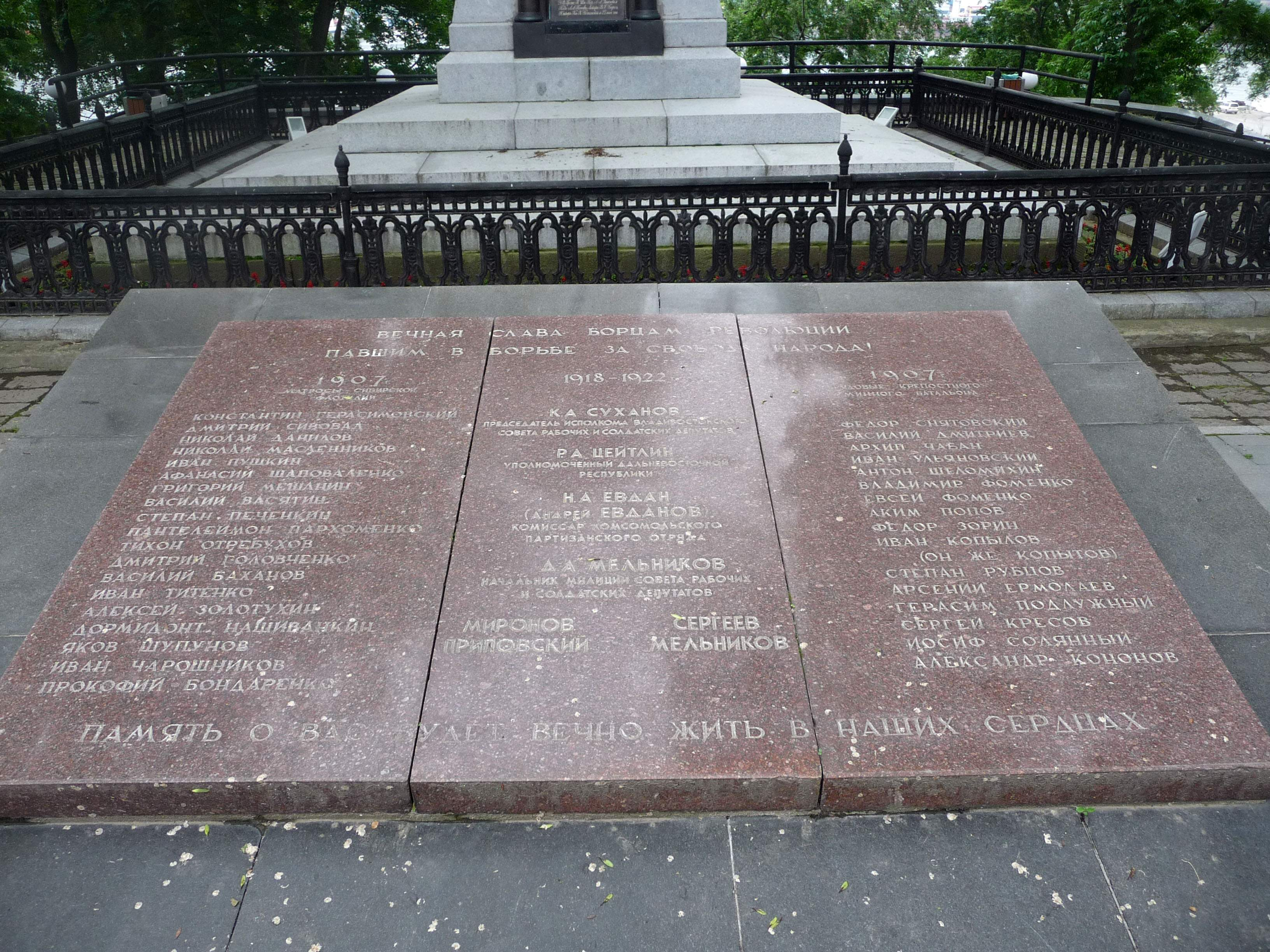
Владивосток. Братская могила участников революции 1905 г.

## Предыстория
После событий октября 1905 года во Владивостоке начали появляться объединения и организации рабочих, служащих и интеллигенции, которые устраивали в городе революционные кружки и митинги. В этом начали участвовать недовольные властью матросы и солдаты Владивостокского гарнизона, насчитывавшего до 60 000 человек. Власть усилила контроль над нижними чинами, запретила матросам и солдатам посещать митинги, участвовать в демонстрациях и увольняться в город. Несколько кораблей заставили покинуть порт из-за участия экипажа в революционной деятельности. Всё это лишь усилило возмущение служащих в войсках.
30 сентября на улицах Владивостока произошла демонстрация, на которую вышли 2 000 матросов, 10 000 солдат Хабаровского резервного полка и рабочие порта.

## Первое восстание
Днём 30 октября 1905 года толпа начала громить лавки на базаре, устраивать уличные беспорядки и поджоги. К базару были высланы офицерские патрули и полуроты местных полков. Затем в город для подавления восстания были вызваны несколько батальонов и полк с Русского острова. Вечером восставшие начали устраивать поджоги: сгорела Матросская слобода, военно-окружной суд, морское собрание, некоторые магазины.
31 октября восставшие, многие из которых были пьяны, захватили гауптвахту, военную тюрьму, караульный дом, разгромили их и освободили арестованных. Уже к концу дня почти весь Владивосток оказался в их руках. Царские войска, вызванные начальником Владивостокского гарнизона, возможно отказались стрелять по восставшим, а часть солдат перешла на их сторону. Однако революционные организации города были слабы и малочисленны, даже сами матросы и солдаты не имели сильного руководства, они бунтовали стихийно, громя всё вокруг, поэтому властям удалось легко подавить восстание, пообещав выполнить некоторые требования восставших и выдворив наиболее революционно настроенные части из города.

## Второе восстание
Совершилось в декабре 1905 — январе 1906 года.
Было вызвано введением в Приморье 6 ноября 1905 военного положения, началом массовых арестов. 3 декабря 1905 года рабочие Уссурийской железной дороги начали забастовку, захватили под свой контроль железнодорожную инфраструктуру. 6 декабря 5 000 солдат и матросов устроили митинг и избрали исполнительный комитет нижних чинов Владивостокского гарнизона для координации действий всех воинских частей. Комитет предъявил коменданту Владивостокской крепости требования солдат и матросов, обозначенные на собраниях 7-12 декабря, но комендант отказался отвечать на эти требования. 9 января матросы Сибирского экипажа захватили склад с оружием. На следующий день в цирке либералы и социал-демократы устроили многотысячное собрание, где призывали солдат и матросов к дальнейшей борьбе с самодержавием. После митинга 2 000 вооружённых демонстрантов решили двинуться к штабу крепости. Между ними и правительственными войсками крепости начался вооружённый конфликт.
11 января восстали артиллеристы Иннокентьевской батареи. К ним присоединилась часть гарнизона города, команды нескольких кораблей флота. Они вынудили Верхнеудинский полк казаков удалиться из города, освободили арестованных и фактически власть над городом была взята революционерами. Были организованы торжественные похороны жертв перестрелки 10 января. 26 января царские войска выдвинулись во Владивосток и подавили второе восстание. К суду было привлечено более 2 000 человек, из них 29 казнены, остальные отправлены на каторгу.

## Третье восстание
Совершилось осенью 1907 года.

В апреле 1907 года была организована владивостокская группа РСДРП. Она боялась устраивать новое восстание, так как считала, что оно обречено на поражение и лишь приведёт к очередной волне преследований революционеров. Эсеры всё же призвали солдат и матросов к новому восстанию. Одним из поводов к нему явился приговор к смертной казни группе солдат-минёров, расправы над другими революционерами. Утром 16 октября в районе бухты Диомид минёры подняли восстание, в военном порту за ними последовали рабочие и матросы. Эти выступления были подавлены, но утром 17 октября повстанцами были захвачены миноносцы «Скорый», «Сердитый», «Бодрый» и «Тревожный». «Сердитый» и «Тревожный» вскоре были освобождены от повстанцев, а миноносец «Скорый» открыл огонь по дому губернатора и другим административным зданиям. В результате погибла одна женщина. Затем «Скорый» обстреляли правительственные миноносцы и он был освобождён. Правительственные войска, обладая перевесом сил, опять подавили восстание; все рабочие военного порта были уволены, участников восстания судил Приамурский военно-окружной суд с 12 ноября 1907 до 13 марта 1908. 46 участников восстаний были приговорены к расстрелу, остальные отправлены на каторгу или в дисциплинарные батальоны, военные тюрьмы.